# Cserepár
A cserepár az 1849 utáni Magyarországon azt a volt 1848-as honvédtisztet jelentette, akit büntetésből az osztrák hadseregbe rangjafosztott gyalogként évekre (akár 1860-61-ig is) besoroztak. 

## Történelmi háttér
A Czuczor–Fogarasi-féle szótár (I. 961.) szerint a „cserepár, fn.: gúnyos nevök az austriai örökös tartománybeli gyalogoknak, kik egykoron fehér nadrágon fekete harisnyát viseltek. A viselet megszűnvén, a név is elavul. Ugyanaz a szerb tsarapa szóval, mert a tsarapa szerbül a. m. harisnya."
Virághalmi Ferenc regénye, az Egy cserepár naplója szerint „a német gyalog-katonaságot a magyar II. Rákóczi Ferenc óta nevezi cserepárnak, amidőn is az elfogott labanczokat páronkint cserélték ki egy kuruczért: innét a csere pár nevezet."
A szó 1849 után Magyarországon további jelentéssel bővült. (Lásd fent: az a volt 48-as honvédtiszt, akit az osztrák hadseregbe rangjafosztott „cserepárként” „bellebbeztek”.)

## A népzenében
„Honvéd voltam, azért lettem cserepár, / Jogtalanul sorozott be a császár. / Ha még egyszer magyar honvéd lehetnék, / A németnek cserepárja soha többé nem lennék.” (Magyar népdal az 1850-es évekből)